# Hohnstedt (mansfeldisches Adelsgeschlecht)

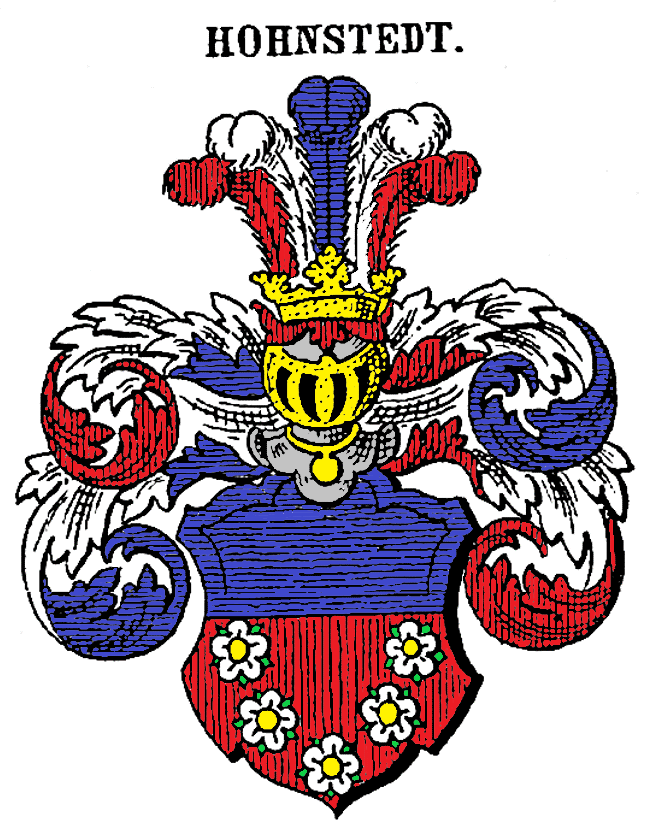
Wappen derer von Hohnstedt in Siebmachers Wappenbuch (nachkoloriert)

Hohnstedt (auch Honstedt o. ä.) ist der Name eines erloschenen mansfeldischen Adelsgeschlechts.
Die Familie ist von dem nichtverwandten wappenverschiedenen lüneburgischen Adelsgeschlecht Hohnstedt zu unterscheiden.

## Geschichte
Das Geschlecht gehört zum mansfeldischen Uradel und hatte seinen namensgebenden Stammsitz in Höhnstedt. Zu den Ersten des Geschlechts zählen Gottfried von Hohnstedt 1246 und Johann von Hohnstedt 1260. Ein Zweig wurde im 16. Jahrhundert auf einem Rittergut zu Großwechsungen in der Grafschaft Hohnstein ansässig. Dieses Gut wurde 1616 von Balthasar von Hohnstedt verkauft. Im 17. Jahrhundert kam ein Zweig nach Württemberg, ein anderer im 18. Jahrhundert in die Mark Brandenburg.
Sehr früh besaß die Familie im späteren Mansfelder Seekreis die Güter Höhnstedt (urkundlich 1480), Erdeborn (1480–1648) und Schochwitz (1480). Später kamen noch Hergisdorf (1570), Blankenheim u. a. hinzu, ferner mehrere Güter in der Mark Brandenburg: Falkenberg (1723), Jakobsdorf (Putlitz) (1736), Schwerin (1730) und Storkow (1760). Quirin von Hohnstedt (1640–1699), kaufte 1657 als Oberstleutnant des Schwäbischen Reichskreises von Herzog Ulrich die Rittergüter Sulzow und Weitenburg. Daraufhin wurde er in das reichs-schwäbische Ritter-Konsortium aufgenommen und stieg zum Oberst auf. 1690 trat er in kurbrandenburgische Dienste. Er starb als Generalmajor.

## Stammfolge
Folgende Stammfolge ist für die Familie überliefert:
- Liebreich von Hohnstedt, Herr auf Erdeborn ⚭ Emerica von Rosbach
  - Quirin Liebreich von Hohnstedt, Herr auf Blankenheim und Erdeborn ⚭ Barbara von Peusten
    - Quirin von Hohnstedt (1640–1699) ⚭ Maria Magdalena Streif von Löwenstein, Tochter des Generals Hans Jürgen Freiherr Streiff von Löwenstein
      - Juliane von Hohnstedt ⚭ Jean Quirin de Forcade, General
      - Eberhard Wilhelm Freiherr von Hohnstedt, Herr auf Falkenberg und Landrat im Landkreis Beeskow-Storkow ⚭ Charlotte Christine von Einbeck
        - Friedrich Ludwig Leopold Freiherr von Hohnstedt, königlich-preußischer Major und später Kommandeur in Küstrin ⚭ N .N. de Legrée de Grandmaison
          - N. N. von Hohnstedt († 1805), königlich-preußischer Oberst und Kommandeur des Regiments von Auer ⚭ N. N. von Kasowska
            - N. N. Freiherr von Hohnstedt († 1839), königlich-preußischer Hauptmann, Letzter des Geschlechts

          - N. N. Freiherr von Hohnsted († 1830), Kommandeur des Landwehrregiments in Neumarkt

## Persönlichkeiten
- Quirin von Hohnstedt  (1640–1699), kurbrandenburgischer Generalmajor, Herr von Sulzau, Weitenburg und Erdeborn

## Wappen
Blasonierung: Von Blau und Rot geteilt. Unten 5 silberne Rosen halbkreisförmig (2:2:1) gestellt. Auf dem gekrönten Helm mit blau-rot-silbernen Helmdecken fünf Straußenfedern (rot-silbern-blau-silbern-rot).
Die Siegel des 16. und 17. Jahrhunderts weichen von der obigen Beschreibung ab. Meist sind die oberen Rosen an der Teilungslinie nur halb zu sehen. Auf dem Helm finden sich teilweise nur vier Straußenfedern, bisweilen auch vier oder fünf silberne oder rote auf grünen blätterlosen Stielen steckende Rosen. Manchmal sind die Rosen auch so abgebildet, dass die oberen zwei im oberen, die unteren zwei im unteren Feld, die mittlere Rose auf dem Teilungsstrich liegt. Ein Siegel von Friedrich von Hohnstedt von 1452 wiederum zeigt nur eine große Rose.